# Camerouns nationalvåben
Camerouns nationalvåben består af et våbenskjold med et banner både over og under det. Der er to krydsede bundter pinde bag skjoldet. Våbenskjoldet har samme farvemønster som Camerouns flag, og i midten er der et kort over nationen. Vægten ligger oven over kortet over nationen. Banneret i bunden giver navnet på nationen. Banneret i toppen består af nationalmottoet:Paix, Travial, Patrie. Bundterne med pinde er et symbol på republikkens magt, og vægtene symboliserer retfærdighed.
| Artikelstump | Spire Denne artikel om et rigsvåben eller statsvåben er en spire som bør udbygges. Du er velkommen til at hjælpe Wikipedia ved at udvide den. |

- Wikimedia Commons har flere filer relateret til Camerouns nationalvåben